# Cabra Alada
Cabra Alada é um grupo de maracatu fundado pelo artista plástico João Neto, em parceria com um grupo de profissionais liberais, que desejavam tocar outros ritmos além do maracatu, como o coco, ciranda, bumba-meu-boi etc. Desde a sua fundação o grupo desfila todos os anos no carnaval de Olinda e Recife e se apresenta em congressos e seminários por todo o Brasil. 

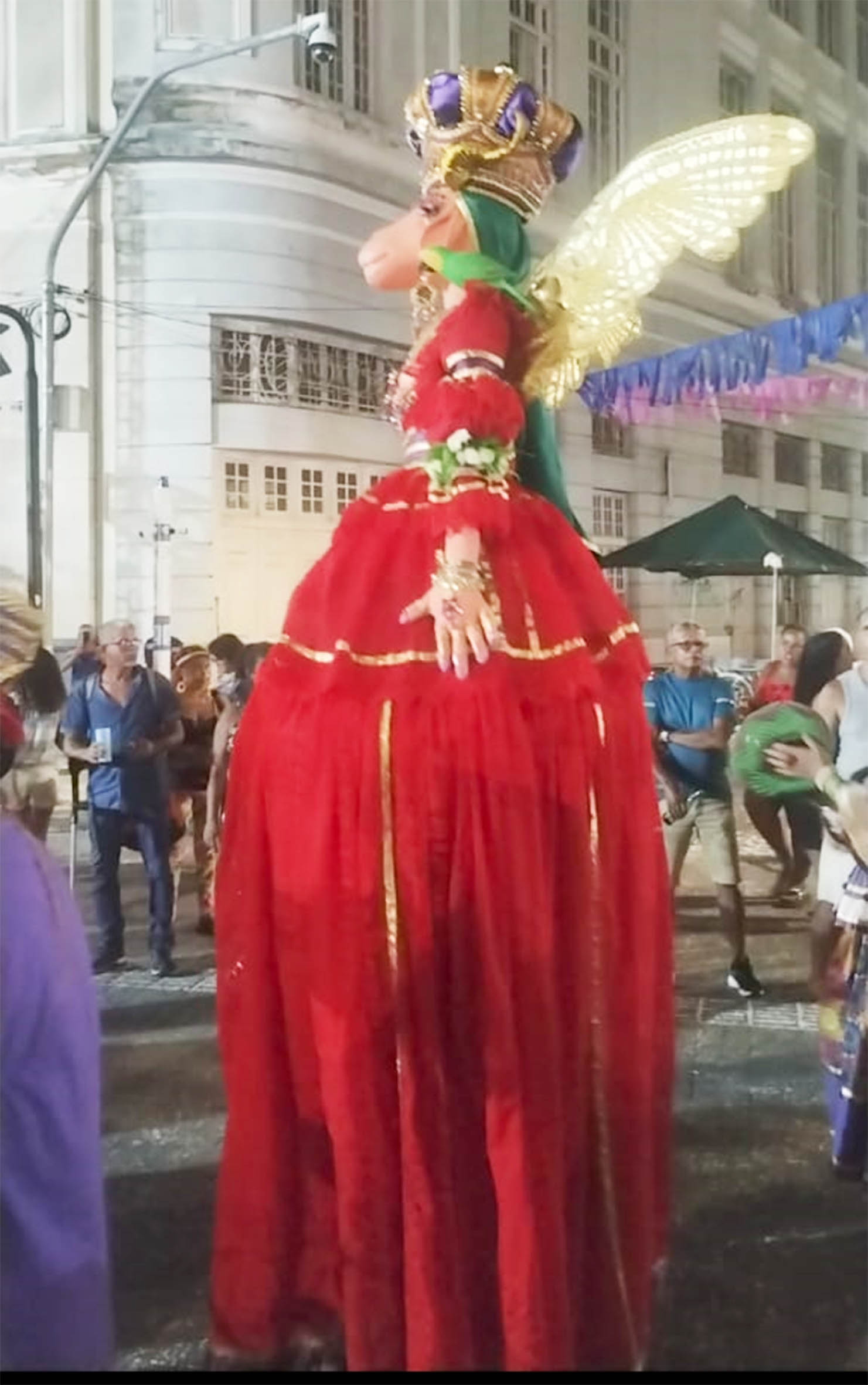
Cabra Alada

Segundo o Ministério da Cultura – MINC nas últimas décadas do século XX, músicos e dançarinos se organizaram na perspectiva de festejar o folguedo do maracatu, formando grupos que desejam festejar e dançar o maracatu sem necessariamente manter obrigações com os orixás, não são nem querem ser praticantes desta religião afro-brasileira.
Assim surgiu o Grupo  que em 1995 iniciou suas atividades, formado por ex-integrantes do Maracatu-Nação Pernambuco.
É considerado um grupo parafolclórico e possui elementos do cortejo real, bem como personagens acrescentados pelo artista plástico João Neto. Estes personagens fazem parte de uma história sobre “uma cabra que ganha asas e vem do sertão para ver o carnaval do Recife e de Olinda: A Cabra Alada. Dessa forma em 1996 a Cabra Alada saiu pela primeira vez no carnaval desfilando pelas ladeiras de Olinda.” 
“O maracatu “Cabra Alada” nasceu de uma lenda, do sonho de voar sobre as ruas do carnaval, da vontade de pular ao som das alfaias e gonguês desse baque virado. "Esse é o momento de bater coração junto com esse batuque inteiro. É um momento de vida. É um momento de humildade. Mas, também, de muita felicidade".— Silvio Meira.”
"Meus dedos digitais, acostumados a laptops e celulares de março a dezembro, estão sendo transformados, pelas baquetas que tocam uma caixa de madeira artesanal feita por mestre maureliano, em instrumentos claramente analógicos do carnaval de pernambuco. se quiserem saber, dói. muito. mas o prazer é ainda maior que o sangue e os calos à vista."— Silvio Meira
Hoje, diversas personalidades desfilam no A Cabra Alada, bem como turistas e foliões anônimos.
Maracatu é um ritual que simboliza a corte dos antigos reinados africanos. O batuque, originário dos escravos que participaram da colonização do Brasil, hoje é considerado um ritmo de liberdade na alegria do carnaval.